# Abubakr Al Abaidy
Abubakr Al Abaidy (Trípoli, 27 de outubro de 1981) é um futebolista líbio que atua como meia.

## Carreira
Abubakr Al Abaidy representou o elenco da Seleção Líbia de Futebol no Campeonato Africano das Nações de 2012.